# Olivera Miljaković

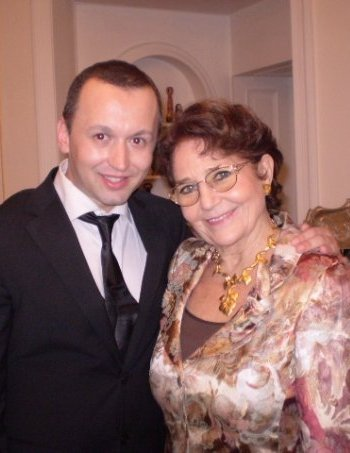
Olivera Miljaković mit dem Tenor Jasmin Bašić

Olivera Miljaković (kyrillisch: Оливера Миљаковић; * 26. April 1934 in Belgrad) ist eine serbisch-österreichische Opernsängerin (Sopran) und Musikpädagogin.

## Leben
Miljaković wollte ursprünglich Pianistin werden und besuchte die Musikakademie Belgrad, wechselte zunächst die Studienrichtung zu Kunstgeschichte, ehe sie sich dazu entschloss, ihre Stimme ausbilden zu lassen. Ihre Gesangspädagogen waren Josip Riavez in Belgrad, Gina Cigna in Mailand und Ludwig Weber in Wien.
An der Nationaloper Belgrad sang sie seit 1960 meist kleinere Partien, bis sie auf Anraten der Altistin Biserka Cvejić nach Wien ging, wo sie 1963 an die Wiener Staatsoper verpflichtet wurde. Hier gelang ihr 1967 der erste große Erfolg und der Beginn einer großen Karriere, als sie ohne Orchesterprobe die Partie der ‚Despina‘ in Così fan tutte übernahm.
Es folgten Auftritte bei den Salzburger Festspielen, wo sie 1965 und 1967 den ‚Fedor‘ in Boris Godunow, 1967 die ‚Frasquita‘ in Carmen, 1969 die ‚Zerline‘ in Don Giovanni, 1970 die ‚Serpina‘ in La serva padrona, 1968 und 1971 die ‚Susanna‘ in Figaros Hochzeit und 1979 bis 1982 die ‚Echo‘ in Ariadne auf Naxos sang. 1965 übernahm sie bei den Bayreuther Festspielen die Partie des jungen Hirten im Tannhäuser.
Gastengagements führten sie an die Opernhäuser von Brüssel, Bordeaux, Lyon und Toulouse, an die Staatsopern von Hamburg und München, an die Deutsche Oper Berlin, ans Teatro Colón in Buenos Aires und nach Monte Carlo, Zürich, Genf und Chicago. Außerdem war sie bei den Festspielen von Wiesbaden und beim Maggio Musicale Fiorentino zu hören.
Miljaković hat sich auch als Konzertsängerin einen Namen gemacht und ihr Koloratursopran kam ihr als erfolgreiche Operettensängerin zugute.
Von 1986 bis 1992 war sie als Stimmpädagogin am Opernstudio der Wiener Staatsoper tätig. Sie ist Gastprofessorin an der Universität Senzoku Gakuen in Tokyo und gibt ihr Wissen bei Meisterkursen und im Privatunterricht weiter.
Seit 1984 veranstaltet sie internationale Benefizkonzerte für Kinder in Not und ist seit 2003 musikalische Leiterin der Benefizveranstaltung „Ambassadors in Concert“, die jährlich im Wiener Musikverein stattfindet. 
Olivera Miljaković lebt in Wien und war mit dem am 23. August 2015 verstorbenen Opern- und Konzertsänger Herbert Lackner verheiratet.

## Repertoire (Auswahl)
- Ascagne in „Les Troyens“ von Hector Berlioz
- Carmen und Frasquita in „Carmen“ von Georges Bizet
- Siébel in „Faust“ von Charles Gounod
- Romilda in „Serse“ (HWV 40) von Georg Friedrich Händel
- Karolka und Jano in „Jenůfa“ von Leoš Janáček
- Ortlinde in Die Walküre von Richard Wagner

## Diskografie (Auswahl)
- 1973: Papagena in Die Zauberflöte von Wolfgang Amadeus Mozart, 3 LP, EMI-Electrola
- 1988: Fjodor in Boris Godunow von Modest Mussorgski, 3 CDs, TELDEC
- 1992: Zerlina in Don Giovanni von Wolfgang Amadeus Mozart, 3 CDs, Dino Music
- 1996: Bella Giretti in Paganini von Franz Lehár, 2 CDs, EMI-Electrola
- 1998: Damigella in L’incoronazione di Poppea von Claudio Monteverdi, 2 Compact Discs, Deutsche Grammophon
- 2011: Lisa in Gräfin Mariza von Emmerich Kálmán, 2 CDs, EMI Music Germany

## Auszeichnungen (Auswahl)
- 1984: Verleihung des Titels „Kammersängerin“
- 1991: Silbernes Ehrenzeichen für Verdienste um die Republik Österreich
- 1991: Goldener Jubiläumsring der Wiener Staatsoper
- 2006: Goldenes Ehrenzeichen für Verdienste um die Republik Österreich